# スベトラーナ・ホルキナ
スヴェトラーナ・ホルキナ (Svetlana Vasilyevna Khorkina、1979年1月19日 - )はロシアの元女子体操競技選手で政治家。

## 略歴

### 体操選手時代
5歳で体操を始め、1991年に12歳でナショナルチーム入り。1990年代中盤-2000年代前半と、長期間にわたってトップ選手として活躍した。
1995年6月、欧州選手権で個人総合優勝。同年10月、初出場の世界選手権（福井県鯖江市）で段違い平行棒で優勝。以後、複数の新技を発表し、圧倒的な強さで五連覇する。1997年世界体操競技選手権（ローザンヌ）で個人総合初優勝。
2000年シドニーオリンピックでは、跳馬の不具合によるミス や段違い平行棒の落下から個人総合は11位に沈んだ。団体でも段違い平行棒で落下し優勝を逃していただけに、得意の段違い平行棒で二連覇を果たした瞬間、涙を流した。
2003年世界体操競技選手権（アナハイム）個人総合では、予選3位から最終種目の床運動で逆転優勝し、連覇。床は2位のカーリー・パターソンをして「まるで女優のよう」と感嘆させる演技だった。一方、予選1位の段違い平行棒では2度落下したため7位だった。同大会期間中に、翌2004年での引退を明言した。
最後の五輪となった、2004年アテネオリンピックでは、会場のファンから圧倒的な声援を受けた が、個人総合でC・パターソンに敗れ銀メダルとなり、悲願の優勝は叶わなかった。競技終了後は多くの選手と握手を交わし、表彰式にはわざわざレオタードを着替えて臨んだ。種目別の段違い平行棒ではまさかの落下に終わり三連覇を絶たれ、ショックからか全選手の演技終了を待たずに退場し、メダル獲得者によるガラにも姿を見せなかった。さらに日程終了後の記者会見では「私は、オリンピックチャンピオン」と発言。同五輪では男子に採点トラブルが発生しており、また、会見以前に、ホルキナから採点に不満を示す趣旨の発言があったことから、真意を問う質問が集中した。
2004年12月、ロシア体操連盟の副会長に選出された。

### 政治家時代

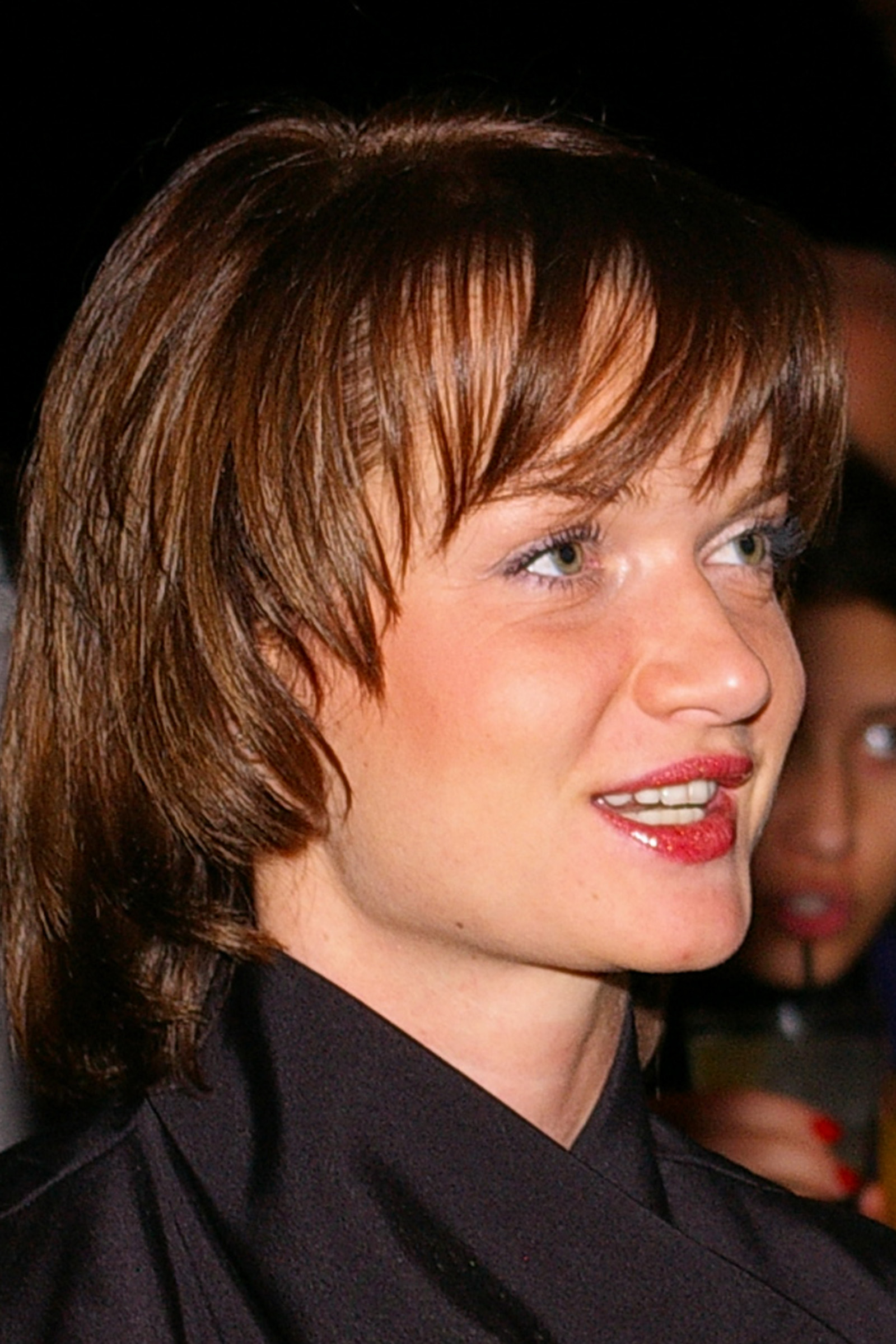
2009年10月撮影

2007年に、与党・統一ロシアからロシア連邦議会下院（ロシア国家院）議員に当選。なおこの選挙では、元新体操選手のアリーナ・カバエワらも当選している。
2009年1月には、スポーツ議員団の一員として来日した。

## 体操選手としての特徴
約10年もの長期間にわたりエースとして活躍。164cmと体操選手としては極めて長身であり、少女期に新体操に取り組んだ時期もあった。
特に段違い平行棒においては、他を寄せ付けない圧倒的な強さがあった。自ら開発した飛び越し技（背面ひねり飛び越し懸垂＝男子鉄棒のマルケロフと同技）を武器に、オリンピック連覇・世界選手権五連覇をはじめとする驚異的な連勝記録も達成した。個人総合においても常に優勝候補と目され、世界選手権では3度優勝したが、オリンピックでの優勝はついに叶わなかった。

## 名前について
名字のホルキナを、Chorkinaとする表記もあるため、国際大会デビュー当初の日本語表記は「チョルキナ」とされていた。しかし、1995年世界体操競技選手権（福井県鯖江市）中に、場内アナウンスを聴いた本人の申し入れにより表記が「ホルキナ」に改められた。